# Tim Torn Teutenberg
Tim Torn Teutenberg (Mettmann, 19 juni 2002) is een Duits baan- en wegwielrenner. Hij komt uit een wielerfamilie, aangezien zijn vader Lars, oom Sven en tante Ina-Yoko allen prof zijn geweest. Ook zijn oudere zus Lea Lin is prof.

## Carrière
Op de baan werd Teutenberg in 2023 Europees kampioen in de afvalkoers. Op de weg liep hij eind 2023 stage bij Lidl-Trek. Het jaar erna werd hij opgenomen in hun opleidingsploeg. Vroeg in dat seizoen werd hij onder meer vierde in de Trofeo Palma en derde in de Youngster Coast Challenge. In de Olympia's Tour werd hij respectievelijk vijfde, derde en tweede in de eerste drie etappes, waardoor hij aan de leiding stond in het algemeen klassement. In de overige twee etappes, waarin hij zesde en derde werd, verdedigde hij zijn leiderstrui met succes. Zo schreef hij, zonder een etappe te winnen, het eindklassement op zijn naam. Daarnaast won hij ook het punten-, jongeren-, en sprintklassement. Begin april nam hij, met de hoofdmacht van Lidl-Trek, deel aan de Scheldeprijs. Vier dagen later stond hij aan de start van Parijs-Roubaix voor beloften, waar hij op de wielerbaan van Roubaix de sprint won van Robert Donaldson en Robin Orins en zo eerste Duitse winnaar sinds Eric Baumann in 2000 werd. Later die maand reed hij de Ronde van Bretagne, waar hij in de openingsetappe direct wist te winnen. De leiderstrui raakte hij een dag later kwijt aan Alexis Guérin. Ook in de Flèche du Sud won Teutenberg de openingsrit. In de slotrit werd hij tweede, achter zijn ploeggenoot Jakob Söderqvist. Matteo Milan zorgde met zijn derde plaats voor een podium met enkel renners van Lidl-Trek Future Racing.

## Overwinningen

### Baan
| Jaar        | DK                                                        | EK                                | WK          | Overige    |
| Als junior  | Als junior                                                | Als junior                        | Als junior  | Als junior |
| ----------- | --------------------------------------------------------- | --------------------------------- | ----------- | ---------- |
| 2019        | omnium                                                    | afvalkoers                        |             |            |
| Als belofte |                                                           |                                   |             |            |
| 2021        |                                                           | afvalkoers                        |             |            |
| 2022        |                                                           | afvalkoers · omnium · koppelkoers |             |            |
| 2023        | afvalkoers · omnium · afvalkoers                          | omnium                            |             |            |
| Als elite   |                                                           |                                   |             |            |
| 2022        | afvalkoers · omnium · puntenkoers · scratch · koppelkoers |                                   |             |            |
| 2023        | omnium                                                    | afvalkoers                        |             |            |
| 2024        |                                                           |                                   | koppelkoers |            |
| 2025        |                                                           | afvalkoers · omnium · koppelkoers |             |            |

### Weg
2019
Jongerenklassement Ronde van Gironde
2024
Eind-, punten-, jongeren-, sprintklassement Olympia's Tour
Parijs-Roubaix, Beloften
1e etappe Ronde van Bretagne
Puntenklassement Ronde van Bretagne
1e etappe Flèche du Sud
 Duits kampioen tijdrijden, beloften

## Ploegen
- 2021 –  Leopard Pro Cycling
- 2022 –  Leopard Pro Cycling
- 2023 –  Leopard TOGT Pro Cycling
- 2023 –  Lidl-Trek (stagiair vanaf 1 augustus)
- 2024 –  Lidl-Trek Future Racing
- 2025 –  Lidl-Trek

Aberasturi · Baroncini · Bernard · Brustenga · Cataldo · Ciccone · Elissonde · Gallopin · Gebreigzabhier · Hellemose · Hoelgaard · Hoole · Kirsch · Liepiņš · López · Mollema · Mosca · Nys · Mad.Pedersen · Simmons · Skjelmose · Skujiņš · Stuyven · Tesfatsion · Theuns · Tiberi (tot 28/4) · Tolhoek · Vacek · Vergaerde · Aebersold (stagiair) · Mar.Pedersen (stagiair) · Teutenberg (stagiair)